# Эдвардс, Ричи
Ри́чард Дже́ймс Э́двардс (англ. Richard James Edwards; 22 декабря 1967, Кайрфилли, Уэльс — пропал без вести 1 февраля 1995 года. Наиболее вероятная дата смерти 14 февраля 1995; объявлен умершим 23 ноября 2008) — валлийский музыкант, ритм-гитарист и автор песен альтернативной рок-группы Manic Street Preachers.
Он был известен своими политизированными и интеллектуальными песнями, которые в сочетании с загадочным и красноречивым характером принесли ему культовый статус. Девятый альбом Manic Street Preachers, Journal For Plague Lovers, который был выпущен 18 мая 2009 года, полностью состоит из песен, написанных Эдвардсом.

## Биография
Ричи (на протяжении лет с Manic Street Preachers часто упоминается как Ричи Джеймс) родился 22 декабря 1967 года, вырос под Кардиффом (столица Уэльса), в Блэквуде, шахтерском районе. Учился в Окдейльской общеобразовательной школе. С 1986 по 1989 годы учился в Университете Уэльса в Суонси, с отличием окончил факультет политической истории. У него есть сестра Рэйчел (родилась в 1969 году в Понтипуле).
Первоначально Ричи был водителем и техническим работником у Manic Street Preachers, но вскоре он был принят в качестве официального участника группы. Он внес большой вклад в Manic Street Preachers, создавая тексты песен и отвечая за стиль группы. Наряду с басистом Ники Уайр он был основным лириком в группе. Эдвардс сказал, что написал около 80 % текстов на The Holy Bible. Они оба указывались как авторы песен до исчезновения Ричи, и как единственный автор на трех песнях с альбома 1996 года Everything Must Go, и соавтором на других двух. Эдвардс оказывал влияние на их общее музыкальное направление, и с согласия других участников группы, он играл ведущую роль в принятии решения как группа будет звучать. Вполне возможно, что если бы он не исчез, альбом, следовавший за The Holy Bible был бы значительно отличающимся от мелодичной, доступной рок-музыки, услышанной на Everything Must Go. Эдвардс, выразил желание создать концептуальный альбом, описав его как смесь Pantera, Nine Inch Nails и Screamadelica (альбом Primal Scream). Однако Брэдфилд выразил сомнения по поводу того, создала бы группа такой альбом: « …Я был обеспокоен тем, что как отвечающий за звучание в группе, я не собирался на самом деле писать то, что хотелось бы ему. Была бы тупиковая ситуация в группе, в первый раз, созревшая из-за вкусов…»
15 мая 1991 года он получил известность после спора с журналистом NME Стивом Ламаком, который поставил под сомнение подлинность группы. Ламак спросил Эдвардса о серьёзности к своему творчеству, и в ответ Эдвардс вырезал у себя на руке слова 4REAL, от которых у него остался шрам. Это потребовало госпитализации и наложения восемнадцати швов.
Ричи страдал тяжелыми приступами депрессии, и открыто заявил об этом в интервью: «Если вы безнадежно депрессивны, так же как был я, то переодевание — это просто превосходное спасение. Когда я был молод, я просто хотел быть замеченным. Ничто не могло тронуть меня, кроме
внимания, поэтому я одевался во все, что только мог. Произвол и скука просто идут рука об руку».
«Доходит до того, что вы действительно больше не можете делать вообще ничего — вы не можете встать с постели, вы не можете… сделать себе чашку кофе без того, чтобы не произошло что-то ужасно неправильное, вы так слабы, что даже не можете ходить».
Он прижигал своё тело сигаретами и наносил себе порезы. («Когда я режу себя, мне становится гораздо лучше. Все мелкие неприятности вдруг кажутся такой ерундой, потому что я концентрируюсь на боли. Я не могу плакать или кричать, когда мне плохо, так что это единственный способ выразить свои чувства. Все это логично».) Подтверждены были и его проблемы с наркотиками и алкоголем. После выхода The Holy Bible Ричи лег в частную психиатрическую клинику, на время отошёл от работы над промовыступлениями к альбому группа была вынуждена выступить втроем на Reading Festival и T in the Park.
После выхода из клиники, Manic Street Preachers в последний раз в полном составе гастролировали по Европе с Suede и Theraphy. Последнее живое выступление Ричи с группой было в London Astoria, 21 декабря 1994 года. Концерт группы завершился разгромом оборудования и повреждением системы освещения, так как Ричи раздолбал об него свою гитару в конце песни «You Love Us».

## Исчезновение
Об исчезновении Ричи стало известно 1 февраля 1995 года, в день, когда он и Джеймс Дин Брэдфилд должны были вылететь в США для промотура. За две недели до исчезновения Эдвардс снимал по £200 в день со своего банковского счета. Он выписался из отеля Embassy Hotel (на Бэйсвотер Роуд Лондон) 31 января в 7 часов утра, а затем отправился в свою квартиру в Кардифф (Уэльс), там он оставил свой паспорт и свои кредитные карточки. В течение двух последующих недель он, предполагаемо, был замечен в паспортном столе и автобусной станции Ньюпорта. 7 февраля таксист из Ньюпорта якобы забрал Эдвардса из отеля в Ньюпорте и повез его через долины, в том числе Блэквуд (дом Ричи в детстве). Пассажир вышел у станции технического обслуживания Северн Вью около Оста и заплатил ему £68 наличными.
14 февраля Эдвардс получил парковочный билет на станции технического обслуживания Северн Вью. 15 февраля полиция обнаружила машину Эдвардса на стоянке возле моста Северн недалеко от Бристоля., автомобиль был исправен. Из-за близости станции технического обслуживания к мосту Северн (который был известным местом самоубийств) было распространено мнение, что он покончил жизнь самоубийством, прыгнув с моста. Многие люди, знавшие его, говорят, что он никогда не был человеком, склонным к самоубийству, и сам он в 1994 году сказал: «Слово „С“ не соответствует мне. И я никогда бы этого не сделал, если говорить о попытке. Потому что я сильнее, чем это. Я могу быть слабым человеком, но принять боль».
С тех пор он, как сообщается, был замечен в коммуне хиппи в Гоа и на островах Фуэртевентура и Лансароте. Были и другие предположения и сообщения о его местонахождении, особенно в первые годы после его исчезновения. Однако ни одно из них не оказалось убедительным и ни одно не было подтверждено следователями.
Само расследование получило критику. В своей книге «Everything (A Book About Manic Street Preachers)» 1999 года, Саймон Прайс утверждает, что аспекты исследования были «далеки от удовлетворительных». Он утверждает, что полиция, возможно, не приняла во внимание психическое состояние Эдвардса, разрабатывая версии его исчезновения. Прайс также упоминает сестру Ричи Эдвардса Рэйчел, которая обратилась в полицию после того, как были сделаны записи камер видеонаблюдения, которые были проанализированы через два года после исчезновения музыканта. У семьи Ричи была возможность объявить его юридически мертвым с 2002 года, но они отказались. 23 ноября 2008 года он официально был объявлен умершим.

### Реакция поклонников
Исчезновение Эдвардса привлекло большое внимание средств массовой информации. Кэйтлин Моран, писавшая в газете The Times, отметила что Ричи стал «знаменитым вследствие депрессий, алкоголя, анорексии и самоистязаний, потому что в глазах общественности он был первым, кто говорил обо всем этом открыто, со смирением, чувством, и, зачастую, мрачным настроением, а не с бравадой и подтекстом „посмотрите как я мучаюсь и я крут“». Первая годовщина самоубийства Курта Кобейна совпала с временем, когда с момента исчезновения Ричи прошло уже два месяца, и Melody Maker спровоцировал дебаты по поводу увеличения подростковой депрессии и самоубийств. Журнал получил ряд писем от поклонников. 8 апреля редакция вышла в свет, чтобы собрать читателей для обсуждения вопросов, связанных с обоими случаями. Моран считала, «что действия Кобейна и, в большей степени, действия Ричи Эдвардса могли усугубить ситуацию с обсуждением этих вопросов».
8 апреля выпуск был выпущен с тогдашним редактором Алланом Джонсом: «Каждую неделю почта полна этими письмами. То, что случилось с Ричи, кажется символизирует то, что многие люди переживают». Джонс писал: «наши рок-звезды более уязвимы в эти дни, а является ли уязвимость отражением уязвимости их аудитории? Если да, то почему?»

## Книги об Эдвардсе
В 2009 была опубликована книга Роба Йовановича «A Version of Reason: The Search for Richey Edwards of the Manic Street Preachers».
Книга Бена Майерса, озаглавленная «Richard: A Novel» вышла 1 октября 2010 года. Это беллетризированный рассказ о жизни Эдвардса. В интервью в мае 2010 года, Майерс сказал: «Я написал эту книгу для людей, которые никогда не слышали о Ричи Эдвардсе, и я подумал, что его история была единственной, которая не была рассказана в манере, подходящей к его жизни… Я хотел выйти за пределы и рассказать историю интеллигентного, умного, молодого человека из хорошего дома с хорошими друзьями вокруг него, который стал самой привлекательной британской рок-звездой своего времени. Для этого я почувствовал, что вымысел был бы лучшим способом. Я не утверждаю, что книга полна абсолютной истины, а скорее другой версией». Майерс также сказал, что он никогда не встречал Эдвардса, но он «знаком со многими общими друзьями, или людьми, знавшими его… Я надеюсь, что книга чутко доработана. Я также провел месяцы исследований, так что получилось довольно обширно».